# Rocío López García
Rocío López García (Lorenzana, 1983) es una política española del Partido de los Socialistas de Galicia y alcaldesa de Lorenzana, Lugo, desde 2015.

## Trayectoria
Rocío es licenciada en Administración y Dirección de Empresas por la Universidad de Santiago de Compostela. Trabajó en una empresa del sector forestal. En las elecciones municipales de España de 2011 encabezó la candidatura del Partido de los Socialistas de Galicia a la alcaldía de Lorenzana, que obtuvo 4 concejales. En las elecciones municipales de 2015 fue elegida alcaldesa de Lorenzana por mayoría absoluta. Fue reelegida alcaldesa con mayoría absoluta en las elecciones municipales de 2019, y en las elecciones municipales de 2023.